# Dziwonia tybetańska
Dziwonia tybetańska (Carpodacus sillemi) – gatunek małego ptaka z rodziny łuszczakowatych (Fringillidae). Występuje na Wyżynie Tybetańskiej. Opisany naukowo w 1992 roku. Brak wystarczających informacji dla oceny jego statusu zagrożenia.

## Okoliczności opisania
Gatunek początkowo znany jedynie z dwóch okazów (samca i młodocianego samca) zebranych 7 i 8 września 1929 przez J.A. Sillema w trakcie – trwającej w latach 1929–1930 – ekspedycji na Wyżynę Tybetańską (Netherlands Karakorum Expedition). Oba egzemplarze trafiły do Muzeum Zoologicznego w Amsterdamie i zostały opisane w dokumentacji muzealnej jako Leucosticte brandti (góralka ciemnogłowa). Pod koniec XX w. C.S. Roselaar, w trakcie przeszukiwań zbiorów Muzeum Zoologicznego w Amsterdamie, natknął się na te okazy i zauważył, że ich wygląd nie pokrywa się z wyglądem góralki ciemnogłowej. Dalsze badania pozwoliły mu stwierdzić, że oba okazy Sillema reprezentują nowy gatunek rodzaju Leucosticte i w roku 1992 Roselaar opublikował ich opis, ustanawiając gatunek L. sillemi, epitetem gatunkowym honorując znalazcę.

## Taksonomia
Początkowo gatunek ten umieszczono w rodzaju Leucosticte. Spekulowano, czy nie zaliczyć go do nieuznawanego już rodzaju Kozlovia. Analiza DNA wykazała jednak, że ptak ten przynależy do rodzaju Carpodacus oraz że jego gatunkiem siostrzanym jest dziwonia jarzębata (Carpodacus roborowskii), którą dawniej uznawano za jedynego przedstawiciela wspomnianego rodzaju Kozlovia, lecz także przeniesiono do rodzaju Carpodacus.

## Morfologia
Opis dotyczy holotypu będącego dorosłym samcem. Wierzch i boki głowy oraz szyja płowocynamonowe. Okolice nasady dzioba płowe. Wierzch ciała, zgięcie skrzydeł oraz grzbiet brudnoszare. Koniuszki piór płowe. Kuper i pokrywy podogonowe złotawokremowe, w środku pióra nieznacznie szarawe. Sterówki szare, krawędzie chorągiewek zewnętrznych oraz zakończenia białawe. Lotki ciemnoszare, trzy najbardziej zewnętrzne biało obrzeżone. Pokrywy skrzydłowe i lotki III-rzędowe szare. Pokrywy podskrzydłowe białe. Nie są znane żadne dane na temat koloru nóg, dzioba i tęczówek. Drugi okaz uznany został za paratyp.
Od podgatunku góralki ciemnogłowej L. brandti pallidior, występującego w rejonie znalezienia obu okazów L. sillemi, nowy takson różni się barwą płowocynamonową na wierzchu i boku głowy oraz na szyi, nie zaś ciemną z przodu; nie posiada także pasków na brzuchu oraz zgięciu skrzydeł.
Wymiary holotypu: skrzydło 128 mm, ogon 67,5 mm, skok 19,7 mm, dziób 14,3 mm. 

## Zasięg występowania
Okazy typowe zebrano w zachodnim Tybecie, na wysokości 5125 m n.p.m., 40 km na ESE (wschodni południowy wschód) od przełęczy Karakorum.
Na początku czerwca 2012 roku Yann Muzika sfotografował samca i prawdopodobnie samicę 1500 km na wschód od miejsca zebrania holotypu, w dolinie Yeniugou (zachodnia część prowincji Qinghai), na wysokości około 5000 m n.p.m. Wstępnej identyfikacji dokonał Krys Kazmierczak, jednakże Roselaar również potwierdził przynależność do gatunku dziwonii tybetańskiej. Kolejne stwierdzenia miały miejsce w 2013 roku w dolinie Yeniugou i w 2018 roku w jej okolicy.

## Status
Z braku wystarczających informacji dla oceny statusu zagrożenia tego gatunku, w klasyfikacji IUCN zaliczono go do kategorii DD (Data Deficient). 
Nie jest możliwe oszacowanie liczebności populacji ani jej trendu, gdyż stwierdzenia tego gatunku są skrajnie nieliczne.